# Solite pare
Solite pare è un singolo del DJ producer italiano Sick Luke, pubblicato il 7 gennaio 2022 come secondo estratto dal primo album in studio X2.

## Descrizione
Il singolo ha visto la partecipazione dei rapper Thasup (all'epoca noto come Tha Supreme) e Sfera Ebbasta ed è stato il primo nella carriera del produttore a conquistare la vetta della Top Singoli italiana.

## Classifiche

### Classifiche settimanali
| Classifica (2022) | Posizione massima |
| ----------------- | ----------------- |
| Italia            | 1                 |

### Classifiche di fine anno
| Classifica (2022) | Posizione |
| ----------------- | --------- |
| Italia            | 36        |